# Georg Liebling

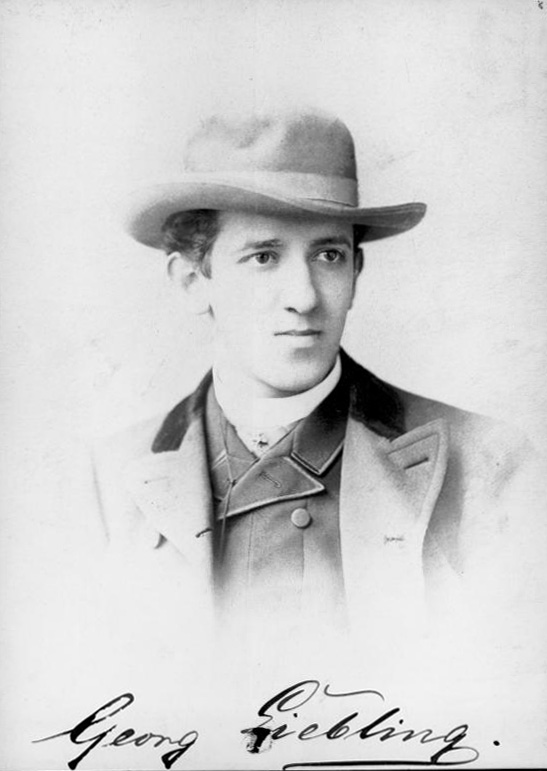
Georg Liebling.

Georg Liebling, född 22 januari 1865 i Berlin, död 7 februari 1946 i New York, var en tysk pianist.
Liebling, som var lärjunge till bland andra Franz Liszt, var bosatt i Berlin, London (som musikpedagog vid Guildhall School of Music), München och sedermera i New York. Han var en betydande pianist, men även känd som kompositör av en opera, ett mysterium (Die heilige Katharina) och särskilt av pianostycken.